# Liste der Bodendenkmale in Altenberg
In der Liste der Bodendenkmale in Altenberg sind die Bodendenkmale der Stadt Altenberg und ihrer Ortsteile nach dem Stand der Auflistung von Harald Quietzsch und Heinz Jacob aus dem Jahr 1982 aufgelistet. Eventuelle Änderungen und Ergänzungen, insbesondere aus der Zeit nach der Wende, sind nicht berücksichtigt, da für Sachsen aktuell keine neueren allgemein zugänglichen Bodendenkmallisten vorliegen. Die Baudenkmale sind in der Liste der Kulturdenkmale in Altenberg aufgeführt.
| Denkmal-ID | Fundart            | Ortsteil     | Bezeichnung | Zeitstellung    | Lage | Bemerkungen | Bild |
| ---------- | ------------------ | ------------ | ----------- | --------------- | --- | --- | ---- |
| ?          | besonderer Stein   | Fürstenwalde | Steinkreuz  | Spätmittelalter | südöstlich des Orts, im Harberfeldwald, Südteil der Forstabteilung 56, südlich des Wegs nahe der Grenze zu Tschechien | unentzifferte Inschrift, Schutz seit 10. Mai 1972 |      |
| ?          | besonderer Stein   | Fürstenwalde | Steinkreuz  | Neuzeit         | nordnordöstlich des Orts, östlich der Alten Dresdner Straße an einem Hufenstreifen                                    | als "Schneiderstein" bezeichnetes Steinkreuz auf der Feldflur nördlich von Fürstenwalde; das auch als "Leichenstein" bezeichnete Steinkreuz weist die Jahreszahl 1622, eine Schere und die Buchstaben G S auf; der Sage nach wurde hier ein Schneidergeselle aus Rudolphsdorf bei der Heimkehr aus der Fremde ermordet; Schutz seit 10. Mai 1972 |      |
| ?          | besonderer Stein   | Geising      | Steinkreuz  | Spätmittelalter | südlich des Orts, im Karswald Abteilung 123, beiderseits des Bachs                                                    | Einzeichnung von Kreuz und Krummschwert, Schutz seit 10. Mai 1972 |      |
| ?          | Befestigung > Burg | Lauenstein   | Wehranlage  | Mittelalter     | nordwestlicher Ortsrand, Schlossbereich, Bergsporn über der Müglitz                                                   | überbaute und verlängerte Abschnittsbefestigung in Spornlage |      |